# ميك باتلر
ميك باتلر (بالإنجليزية: Mick Butler)‏ (27 يناير 1951 ببارنسلي في المملكة المتحدة - ) هو لاعب كرة قدم بريطاني في مركز الهجوم. لعب مع نادي بارنسلي ونادي بورنموث ونادي بوري وهدرسفيلد تاون وWorsbrough Bridge Athletic F.C. ‏.